# Asnar Sanxes de Larraun
Asnar Sanxes de Larraun (Navarra, s. IX - ca. 890) va ser un noble i magnat pamplonès.
Es desconeix la data del seu naixement, que ha estat situada al voltant del 858. D'acord amb el locatiu associat al seu nom, hauria nascut a la vall de Larraun. Pertanyent a la dinastia Ènnega, d'acord amb les Genealogies de Roda, va ser fill de Sanç Garcés, fill segon del rei Garcia Ènnec de Pamplona, mentre que la seva mare el més probable és que fos una filla del comte d'Aragó Galí Asnar, d'acord amb el nom d'Asnar Sanxes i el fet que el comte anomenés gendre a Sanç en una donació el 867. No obstant això, hi ha qui ha defensat que la mare hauria estat Leodegúndia, filla d'Ordoni I d'Astúries, tanmateix aquesta hauria estat la muller del rei d'acord amb l'aliança entre Pamplona i Astúries vers 860.
Es considera que per la seva ascendència, la família senyora de Larraun va ser força notable. Cap al 880, Asnar va casar-se amb la seva cosina germana Ònnega, filla del nou rei pamplonès Fortuny I, la qual havia estat casada anteriorment amb l'emir de Còrdova Abd-Al·lah I. Del matrimoni en van néixer Sanç, Toda i Sança, les dues darreres van enllaçar matrimonialment amb la dinastia Ximena, que va ocupar el tron de Pamplona: Toda va casar-se amb Sanç I Garcés i Sança amb Ximeno Garcés.